# Jacques Courboulès
Jacques Courboulès, né le 30 mai 1932 à Casablanca, et mort le 18 mars 2003 à Paris 20e, est un artiste peintre français, peintre officiel de la Marine.

## Biographie
Jacques Courboulès naît le 30 mai 1932 à Casablanca.
Il fréquente l'École des Métiers d'Art où il apprend les techniques de la céramique et du vitrail. Il est l'élève de Vincent Aujame et devient son collaborateur. Il réalise des fresques pour des bâtiments publics à Paris et en province. Il reçoit une bourse et passe deux ans au Mexique. Outre le Mexique, il séjourne aussi en Espagne étant pensionnaire de la Casa de Velázquez de 1964 à 1965. 
Jacques Courboulès meurt en 2003.